# قزل‌اورن
قزل‌اورن (به ترکی استانبولی: Kızılören) یک منطقهٔ مسکونی در ترکیه است که در استان افیون قره‌حصار واقع شده‌است.